# 2,6-二氨基-4-硝基甲苯
2,6-二氨基-4-硝基甲苯是一种有机氮化合物，化学式为C7H9N3O2。

## 合成与反应
2,6-二氨基-4-硝基甲苯可由2,4,6-三硝基甲苯在氯化铁催化下经水合肼还原制得。
它和邻苯二甲酸酐在乙酸中反应，可以得到N-(3-氨基-2-甲基-5-硝基苯基)-邻苯二甲酰亚胺。